# Henry Davenport
Pour les articles homonymes, voir Davenport.
Henry Davenport, né le 1er avril 1882 à Boston dans le Massachusetts et mort en 1965, est un peintre américain.

## Biographie
Né le 1er avril 1882 à Boston, Henry Davenport étudie avec Charles W. Hawthorne et George Elmer Browne. Il est également diplômé de l'École des Beaux-Arts de Paris où il fonde l'École Clouet, et enseigne à la Yale School of Art.
Henry Davenport meurt en 1965.